# Speckendicken

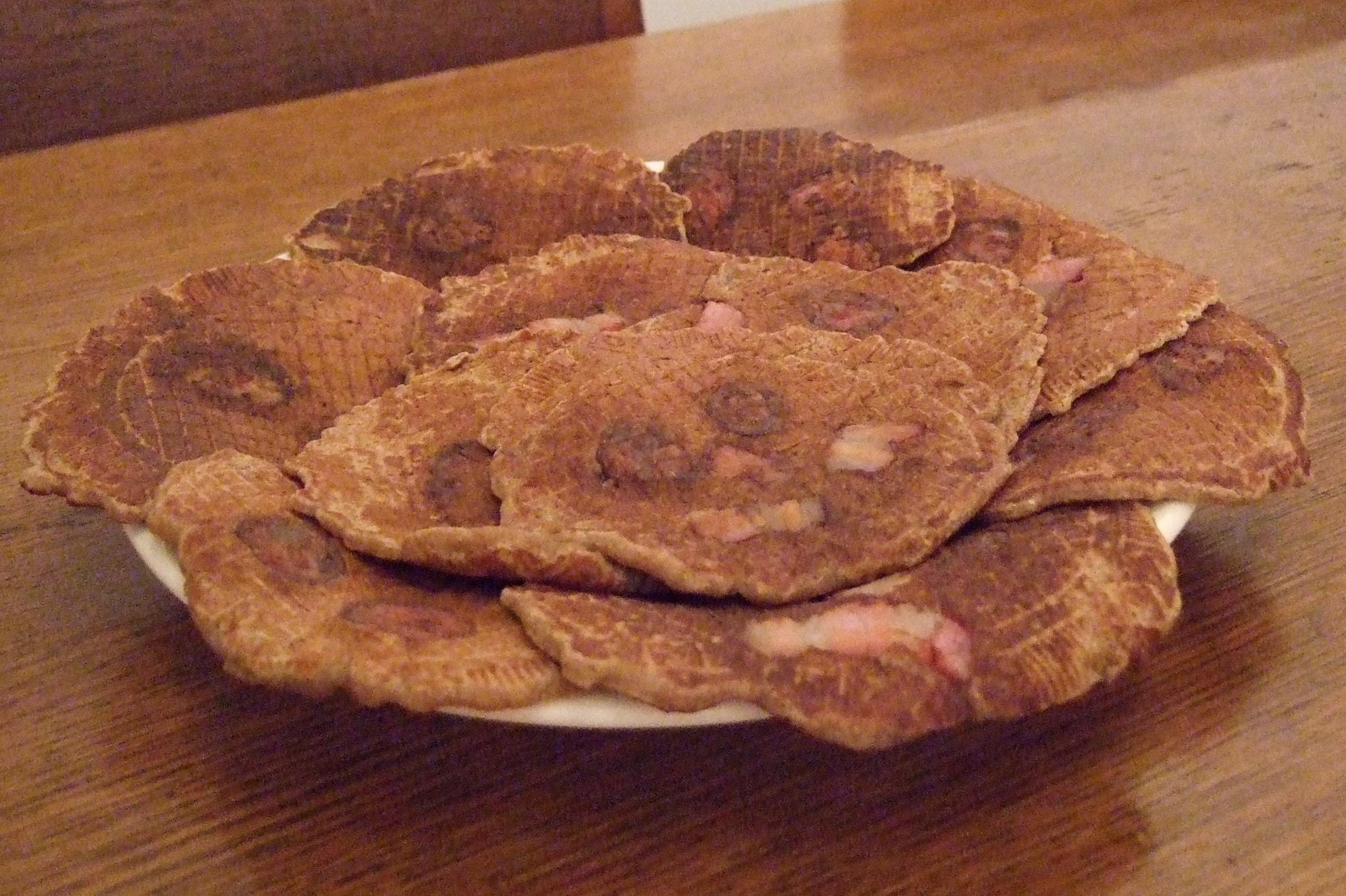
Speckendicken aus Groningen

Speckendicken sind eine Art Eierkuchen. Als lokale Spezialität der regionalen Küche werden sie besonders im südwestlichen Ostfriesland und Groningen in der Zeit zwischen Weihnachten und Silvester gegessen.
Je nach Rezept (Region) werden Speckendicken aus verschiedenen Anteilen einer besonderen Mehlmischung (Roggenmehl und Weizenschrotmehl) oder aus Buchweizenmehl (klassisches Ur-Rezept), dunklem und/oder hellem (Rüben-)Sirup, Zucker, Salz, Butter oder Schmalz, Eiern, Milch, Anis und Kardamom zubereitet. Es können auch Rosinen dazugegeben werden. Die Speckendicken-Mehlmischung ist regional auch fertig über den spezialisierten Einzelhandel zu beziehen.
Aus Tradition wird zu Silvester meist den ganzen Tag über am Speckendicken-Vorrat gebacken, um dann die frischen, noch warmen Speckendicken zu Mittag oder zum Silvesterfeiern mit der Familie und Nachbarn zu essen. In den folgenden Tagen wird der Rest kalt verzehrt.